# Acacia peninsularis
Acacia peninsularis är en ärtväxtart som först beskrevs av Nathaniel Lord Britton och Joseph Nelson Rose, och fick sitt nu gällande namn av Paul Carpenter Standley. Acacia peninsularis ingår i släktet akacior, och familjen ärtväxter. Inga underarter finns listade i Catalogue of Life.